# Росс 128 b
Росс 128 b — экзопланета в системе звезды Росс 128, находящейся в созвездии Девы на расстоянии около 11 световых лет от Солнца. Была открыта в июле 2017 года методом Доплера инструментом HARPS в обсерватории La Silla в Чили. Первооткрыватели Росс 128 b считают, что это «наиболее умеренная планета, известная на данный момент», из-за её массы, температуры и местоположения вокруг достаточно спокойной родительской звезды. Предполагается, что температура на поверхности этой планеты лежит в пределах — 60 °С до + 21 °С в зависимости от величины её неизвестного альбедо.

## История исследования
Спустя почти 12 лет поисков, планета была открыта в 2017 году методом Допплера.

### Неопознанный сигнал
В 2017 году радиотелескоп Аресибо зафиксировал необычный сигнал. Он имел частоту 5 ГГц, из-за чего многие предположили искусственное происхождение сигнала. 16 июля того же года учёные вновь направили телескопы на Росс 128, чтобы окончательно убедиться в его природе.
Вновь сигнал не был найден, но, по словам учёных, вполне вероятно, что во всём виноваты геостационарные спутники Земли. Но, по словам Абеля Мендеса, учёного, исследовавшего этот сигнал, даже эта версия не подходит полностью.

## Родительская звезда
Планета вращается вокруг красного карлика спектрального класса M4, находящегося на расстоянии 11 световых лет от Солнца. Росс 128 имеет массу 0,17 M⊙ и радиус 0,19 R⊙. Температура фотосферы равна 3192 K и её возраст оценивается в не менее 5 миллиардов лет. Для сравнения, температура поверхности Солнца составляет 5778 K и ему около 4,6 миллиардов лет.

## Параметры орбиты
Планета совершает оборот вокруг Росс 128 за ~10 дней по орбите с большой полуосью всего в ~0,05 а.е. и эксцентриситетом ~0,1. Тем не менее, при этом планета Росс 128 b попадает в зону обитаемости, так как звезда имеет низкую температуру фотосферы и светимость.

## Физические характеристики
Росс 128 b имеет массу 1,40 ± 0,21 M🜨. Экзопланета относится к планетам земной группы и является одним из наиболее вероятных кандидатов в потенциально обитаемые экзопланеты. Исследования 2018 года подтвердили, что климат планеты допускает существование жизни на ней.